# Prémio Médicis ensaio
O prémio Médicis de ensaio é um prêmio literário concedido anualmente pelo júri do prémio Médicis. Foi criado em 1985 para recompensar um teste de francês ou traduzidos em francês, publicado no corrente ano.

## Lista de vencedores do prémio Médicis ensaio
| Ano  | Autor                           | Obra                                  | Editora (n.º vezes) | Notas                               |
| ---- | ------------------------------- | ------------------------------------- | ------------------- | ----------------------------------- |
| 1985 | Michel Serres                   | Les Cinq Sens                         | Grasset             |                                     |
| 1986 | Julian Barnes                   | Le Perroquet de Flaubert              | Stock               | Autor inglês                        |
| 1987 | Georges Borgeaud                | Le Soleil sur Aubiac                  | 24 heures           | Autor suíço                         |
| 1988 | Não atribuído                   |                                       |                     |                                     |
| 1989 | Václav Jamek                    | Traité des courtes merveilles         | Grasset (2)         | Autor checo                         |
| 1990 | René Girard                     | Shakespeare, les feux de l'envie      | Grasset (3)         |                                     |
| 1991 | Alain Etchegoyen                | La Valse des éthiques                 | Bourin              |                                     |
| 1992 | Luc Ferry                       | Le Nouvel Ordre écologique            | Grasset (4)         |                                     |
| 1993 | Michel Onfray                   | La Sculpture de soi                   | Grasset (5)         |                                     |
| 1994 | Jérôme Garcin                   | Pour Jean Prévost                     | Gallimard           |                                     |
| 1995 | Pascal Bruckner                 | La Tentation de l'innocence           | Grasset (6)         |                                     |
| 1996 | Viviane Forrester               | L'Horreur économique                  | Fayard              |                                     |
| 1997 | Michel Winock                   | Siècle des intellectuels              | Seuil               |                                     |
| 1998 | Alberto Manguel                 | Une histoire de la lecture            | Actes Sud           | Autor canadiano de origem argentina |
| 1999 | Christine Jordis                | Gens de la Tamise et d'autres rivages | Seuil (2)           |                                     |
| 2000 | Armelle Lebras-Chopard          | Le Zoo des philosophes                | Plon                |                                     |
| 2001 | Edwy Plenel                     | Secrets de jeunesse                   | Stock (2)           |                                     |
| 2002 | Daniel Desmarquest              | Kafka et les Jeunes Filles            | Pygmalion           |                                     |
| 2003 | Michel Schneider                | Morts imaginaires                     | Grasset (7)         |                                     |
| 2004 | Diane de Margerie               | Aurore et George                      | Albin Michel        |                                     |
| 2005 | Marie Desplechin e Lydie Violet | La Vie sauve                          | Seuil (3)           |                                     |
| 2006 | Jean-Bertrand Pontalis          | Frère du précédent                    | Gallimard (2)       |                                     |
| 2007 | Joan Didion                     | L'Année de la pensée magique          | Grasset (8)         | Autora norte-americana              |
| 2008 | Cécile Guilbert                 | Warhol Spirit                         | Grasset (9)         |                                     |
| 2009 | Alain Ferry                     | Mémoire d'un fou d'Emma               | Seuil (4)           |                                     |
| 2010 | Michel Pastoureau               | La Couleur de nos souvenirs           | Seuil (5)           |                                     |
| 2011 | Sylvain Tesson                  | Dans les forêts de Sibérie            | Gallimard (3)       |                                     |
| 2012 | David Van Reybrouck             | Congo. Une histoire                   | Actes Sud (2)       | Autor belga flamenco                |
| 2013 | Svetlana Alexievitch            | La Fin de l'homme rouge               | Actes Sud (3)       | Autora bielorrussa russofóna        |
| 2014 | Frédéric Pajak                  | Manifeste incertain (tome 3)          | Noir sur Blanc      |                                     |
| 2015 | Nicole Lapierre                 | Sauve qui peut la vie                 | Seuil (6)           |                                     |
| 2016 | Jacques Henric                  | Boxe                                  | Seuil (7)           |                                     |